# Boris Zjitkov
Boris Michajlovitj Zjitkov (ryska: Борис Михайлович Житков), född 20 september 1872 i Ardatovsk ujezd, guvernementet Simbirsk, död 2 april 1943 i Moskva, var en rysk (sovjetisk) zoolog. 
Zjitkov var docent och från 1919 professor vid Moskvauniversitetet. Han ledde 1908 en av ryska geografiska sällskapet i Sankt Petersburg utsänd expedition till Jamal (Samojedhalvön), över vilken han lämnade en redogörelse i Geografiska sällskapets i Sankt Petersburg förhandlingar (1909).